# Gola (powiat jarociński)
Gola – wieś w Polsce położona w województwie wielkopolskim, w powiecie jarocińskim, w gminie Jaraczewo.
W latach 1975–1998 miejscowość należała administracyjnie do województwa kaliskiego.